# Grotta delle Felci
La grotta delle Felci, anche nota con il nome di grotta di Capelvenere, è un grande anfratto di 370 m² che si apre sul versante meridionale dell'isola di Capri, in Italia, a 200 metri sul livello del mare.
La grotta delle Felci costituisce una testimonianza fondamentale sulle abitudini dell'uomo nell'isola di Capri durante la tarda preistoria. Infatti, nel corso di diversi scavi, sono stati rinvenuti numerosi reperti che suggeriscono che l'antro sia stato frequentato ininterrottamente dall'uomo a partire dall'epoca neolitica fino all'età del Ferro.
I primi interventi di scavo furono condotti da Ignazio Cerio, storico e cultore caprese dell'Ottocento, e portarono alla luce una collezione di vasi dipinti, incisi, manufatti e lame in ossidiana. Ulteriori scavi furono tentati da Ugo Rellini, nel 1922-23, e da Alberto Carlo Blanc durante la seconda guerra mondiale. le cui relative indagini suscitarono molto clamore fra gli scienziati dell'epoca.
Oggi il materiale rinvenuto nella grotta è riunito, oltre nel sito museale locale (il Centro Cerio), anche nel Museo archeologico nazionale di Napoli e nel Museo di Antropologia dell'Università di Napoli.

## Toponimia

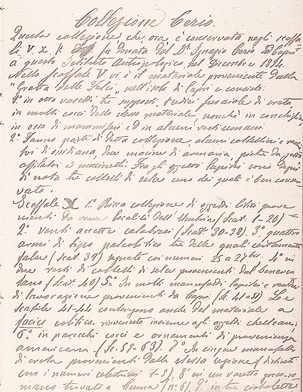
Cerio intraprese scambi antiquari con Giustiniano Nicolucci, al quale cedette oltre ad alcuni cocci rinvenuti nella grotta delle Felci (citati in questo documento) anche una collezione di materiali nordamericani e pregiate aste cerimoniali maori della Nuova Zelanda.

Prima del 1881, anno in cui la grotta acquisì importanza archeologica con le indagini condotte da Ignazio Cerio, la grotta non aveva una precisa identità topografica e toponimica.
A questa indistinzione toponomastica della grotta delle Felci ha contribuito, in ogni caso, la mancanza di un termine popolare e locale specifico in uso nella comunità agro-pastorale più anziana della vicina contrada Torina.
Va ricordato comunque che non è stato Ignazio Cerio a battezzare l'antro con il nome di «grotta delle Felci». Di seguito viene riportata la pagina di diario dove Cerio riportò le sue prime impressioni sulla grotta:
Per essere già noto a Cerio, in qualche modo il toponimo doveva già esistere prima del sopralluogo avvenuto nel 1881; anzi, Ignazio Cerio è il primo a tentare una spiegazione toponimica del nome della grotta, giustificata dalla presenza lungo le pareti di una piccola felce perenne, la capelvenere.
L'intervento di Cerio, che fu fortunato dal punto di vista toponimico, intervenne a definire l'identità etimologica della grotta, che venne chiamata nel primo cinquantennio del Novecento «grotta di Capelvenere». Simpaticamente, una guida di Capri del 1937 definì la cavità «grotta delle Felci di Capelvenere», sintomo di una confusione e non di una precisazione. Comunque, l'abitudine di chiamare l'antro «grotta di Capelvenere» venne persa negli anni sessanta.
In ogni caso, il microtoponimo «grotta delle Felci» fu primario e precedente a «grotta di Capelvenere», che si sostituì o si affiancò al primo, ma solo finché fu viva la figura di Cerio nell'isola.

## Storia
(Norman Douglas, diario)

I Faraglioni visti da grotta delle Felci in una cartolina novecentesca.

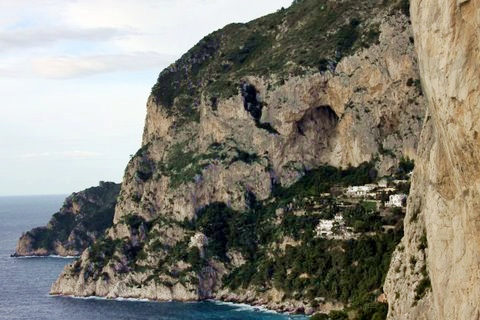
La grotta delle Felci.

La presenza umana nella grotta è attestata fin dal neolitico, dove Capri acquisisce definitivamente l'insularità. In questo periodo, la grotta delle Felci aveva prevalentemente una funzione rituale, fungendo come santuario in cui la comunità svolgeva i propri culti. Probabilmente venivano organizzati riti per la Grande Madre Terra, di cui si ebbero ultime notizie nell'età romana. Nella grotta, secondo gli studiosi, dovevano svolgersi complesse cerimonie in cui si offrivano cibi e bevande contenuti in appositi recipienti, da come suggerisce l'abbondanza di tazze e ciotole trovate nella cavità.
Nel medioevo, precisamente nel XVI secolo, i monaci della Certosa di San Giacomo adibirono la grotta a ricovero delle 400 capre che possedevano e per questo motivo venne anche chiamata «grotta delle Capre»; il nome, tuttavia, cadde in disuso già all'inizio del XVII secolo, per poi scomparire del tutto. Il nome «grotta delle Felci» è stato coniato all'inizio del XX secolo e deriva dalla presenza nella zona circostante la cavità di numerose piante di felci, in particolare di esemplari di capelvenere, una pianta molto diffusa nel territorio caprese.
Ignazio Cerio, insieme al dottor Giustiniano Nicolucci, effettuò una campagna di scavo nella grotta nel 1885; come già accennato le indagini condotte dallo stesso ebbero vasta eco fra la comunità scientifico-archeologica dell'epoca. Durante gli scavi sono stati trovati numerosi reperti di notevole importanza poiché testimoniavano la presenza umana a Capri durante il neolitico. Sugli scavi di Cerio l'antropologo italiano Abele De Blasio ha scritto il libro, Gli avanzi preistorici della grotta delle Felci nell'isola di Capri.
(Appunti di Ignazio Cerio)
Nel XX secolo si tentarono degli ulteriori interventi di scavo. Si ricordano in tal proposito quelli effettuati dal 1921 al 1922, sotto la direzione dell'archeologo Ugo Rellini, che misero alla luce ulteriori reperti.
Ben più importanti furono però gli interventi condotti nel 1941 dall'Istituto Italiano di Paleontologia Umana sotto la guida di Alberto Carlo Blanc; infatti, durante questi ultimi interventi, si recuperò parte dello scheletro di un cervide di taglia ridotta (precisamente un Cervus tyrrhenicus) vissuto durante il pleistocene superiore. Il rapporto fra i vari frammenti dello scheletro evidenzia che questo esemplare di cervide era affetto da nanismo e da qui si può dedurre che nel pleistocene Capri era separata dalla terraferma.
Il materiale portato alla luce durante gli scavi che ebbero luogo nella grotta delle Felci è riunito sin dal XX secolo in varie sedi: il Centro Cerio, il Museo archeologico nazionale di Napoli e nel Museo di Antropologia dell'Università di Napoli.

## Geologia

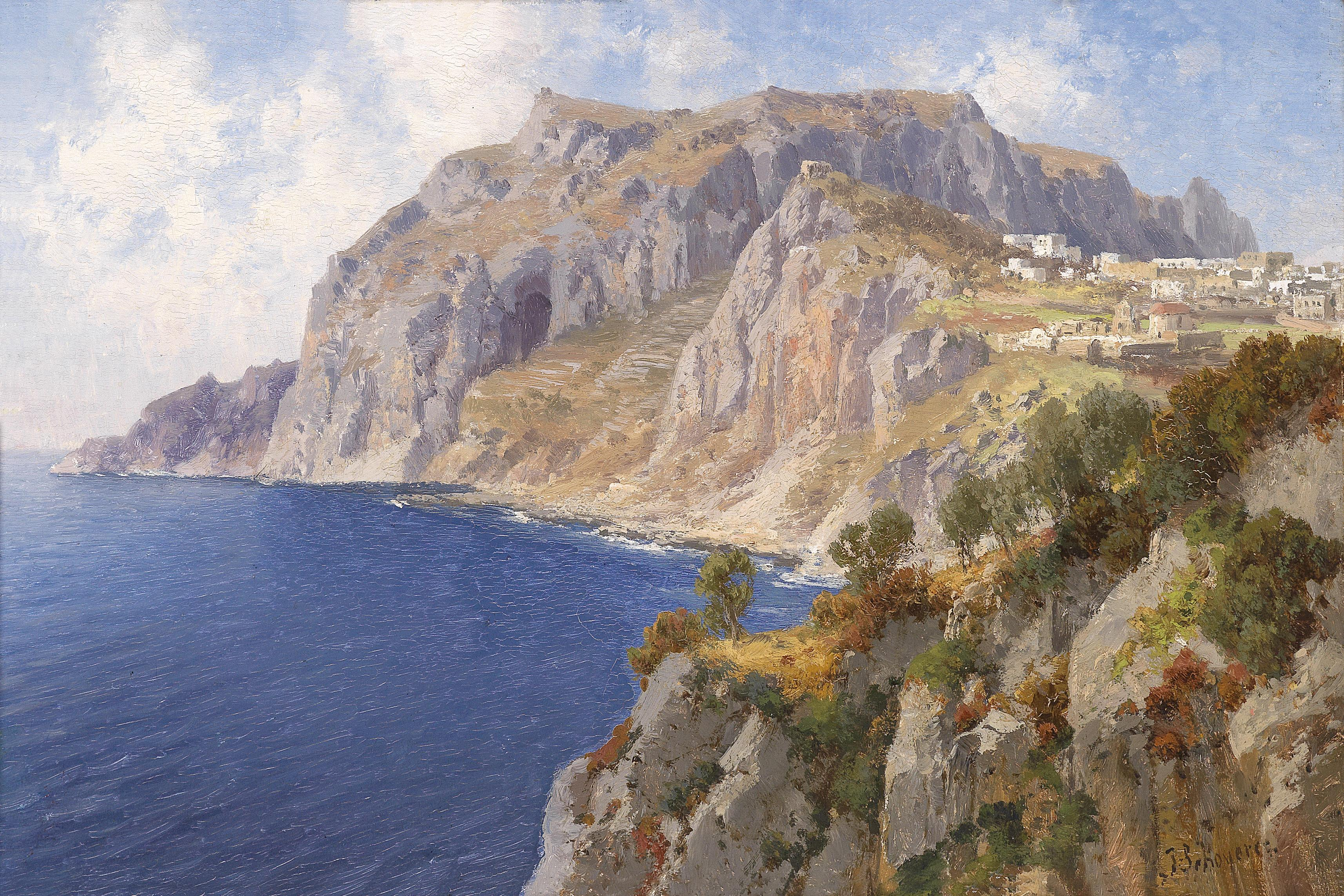
Il versante sud dell'isola ritratto da Schoyerer. Tra le rupi si intravede la grotta delle Felci.

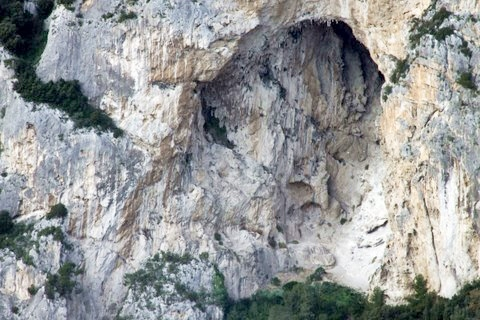
La grotta delle Felci è caratterizzata dalla presenza di numerose famiglie di giunti.

### Rilevamento geologico e geomorfologico
La grotta e le zone limitrofe sono interessate da numerose fratture con direzione variabile da N-S a 120°-130° e con inclinazioni a verticale da 70°. La cinematica delle faglie con direzione 130° è di tipo trascorrente, mentre le superfici orientate N-S sono caratterizzate da righetti verticali.
Un terzo sistema di fratture, che si è rivelato molto pervasivo, è contraddistinto da inclinazioni comprese tra i 30° e i 40° e da una direzione 130°-145°, andando in questo modo a intercettare oltre alle due famiglie precedenti anche la parete rocciosa, contro la quale produce superfici a franapoggio di scorrimento preferenziale.
L'intersezione di dette famiglie di fratture dà origine a una fascia di debolezza a inviluppo N-S che guida la geometria sulla superficie rocciosa; quest'ultima è molto particolare, in quanto è a «denti di sega» nelle intersezioni delle due famiglie di frattura sub-verticali.
Vi sono inoltre fenomeni carsici che, intersecandosi con diaclasi e fratture, costituiscono un punto debole della falesia.

### Rilevamento geostrutturale e geomeccanico
La grotta è caratterizzata dalla presenza di cinque sistemi medi principali di giunti. Le maggiori problematiche vi sono in corrispondenza della liberazione di cunei secondo i seguenti cinematismi:
- Attitudine all'instabilità per ribaltamento di blocchi derivati dall'interferenza tra i giunti attinenti alle classi K1 e K2. Attitudine allo scorrimento planare lungo le superfici attinenti alle classi K4 e K5.
- Attitudine all'instabilità per ribaltamento lungo i giunti attinenti alla classe K4, soprattutto nelle luoghi di rientranza della superficie rocciosa.
- Attitudine al distacco di porzioni rocciose distaccate dall'interferenza dei giunti K1 e K2 (o più raramente, con la superficie S0) in caso di già avvenuto crollo delle rocce sottostanti.
- Attitudine all'instabilità per scorrimento planare di blocchi discendenti dall'interferenza tra i giunti attinenti alle classi K7 e K3.

Gli ultimi due cinematismi sono probabilmente la causa della maggior parte delle frane avvenute nella grotta delle Felci.
Di seguito, inoltre, una tabella dei dati geomeccanici e delle caratteristiche potenziali di instabilità:
| Sistemi di discontuinità (K) | Famiglie di giunti - direzione d'immersione | Famiglie di giunti - inclinazione | RMR b | SMR  | Classe SMR |
| ---------------------------- | ------------------------------------------- | --------------------------------- | ----- | ---- | ---------- |
| K1a                          | 110°-130°                                   | 85°                               | 64.2  | 44.2 | IV-V       |
| K1b                          | 290°-310°                                   | 85°                               | 64.2  | 44.2 | IV-V       |
| K2a                          | 90°                                         | 85°                               | 66.4  | 31.4 | IV         |
| K2b                          | 270°                                        | 85°                               | 66.4  | 31.4 | IV         |
| K3a                          | 230°                                        | 75°                               | 63.9  | 27.9 | IV         |
| K3b                          | 50°                                         | 75°                               | 63.9  | 27.9 | IV         |
| K4a                          | 10°                                         | 80°                               | 65.5  | 30.5 | IV         |
| K4b                          | 190°                                        | 80°                               | 65.5  | 30.5 | IV         |
| K7                           | 120°                                        | 40°                               | 61.6  | 40.9 | III-IV     |

## Reperti archeologici

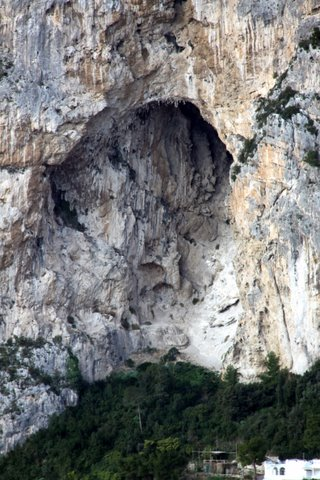
La grotta delle Felci

Gli scavi condotti nel corso degli anni nella grotta hanno portato alla luce 549 oggetti tra manufatti fittili e resti scheletrici umani, oltre che animali, testimoniando così la presenza dell'uomo nella cavità nel neolitico. Durante le ricerche effettuate da Cerio, sono stati rinvenuti un punteruolo ottenuto dalla lavorazione di un osso lungo di un animale e un sostegno di terracotta a forma di clessidra alto 10 cm, appartenente probabilmente all'età del Bronzo (II millennio a.C.); questo secondo Cerio era «un rocchetto, presumibilmente adibito, similmente ai rocchetti lignei, alla tessitura delle reti dei pescatori», mentre Ugo Rellini, che rinvenne anch'egli spatole e massicci punteruoli, lo considerò un sostegno per capeduncole.
È stato anche rinvenuto un frammento superiore di un'olletta di argilla di forma ovoidale, con labbro aggettante e di colore nero lucido; alto 16 cm, il vaso, risalente probabilmente alla fine del Bronzo Medio, presenta sulla spalla un'ampia zona decorata a meandri, che, al momento del ritrovamento, erano «riempite di pasta bianca, per dare maggiore risalto al disegno». Un secondo frammento di olla, anch'esso risalente all'età del Bronzo, mostra invece una decorazione, effettuata mediante la cosiddetta tecnica dell'excisione, con un motivo a volute formato da quattro solchi e sormontato da un nastro formato da intagli triangolari.
Tra gli altri reperti trovati nella grotta vi sono vasi di terracotta, dei dischi forati di differente diametro, adibiti per la tessitura e privi di decorazioni, un boccale realizzato con un impasto nerastro, di forma ovoidale e con il bordo arrotondato e l'ansa verticale, un rocchetto fittile a forma di clessidra e un nucleo prismatico in ossidiana.
Uno dei resti di maggiore importanza rinvenuti nella cavità è una mascella inferiore umana lunga circa 10 centimetri, appartenuta ad un bambino affetto da rachitismo con un'età pari a 7-8 anni. Molti dei reperti scheletrici animali sono stati descritti da Abele De Blasio, allievo di Giustiniano Nicolucci, nel 1895 in Gli avanzi preistorici della grotta delle Felci nell'isola di Capri; tra questi vi sono delle corna di un Cervus elaphus e un frammento della mascella inferiore di una capra.

## Trasporti
La grotta è raggiungibile solo a piedi. È possibile tuttavia arrivare con i trasporti pubblici capresi, quali autobus o taxi, fino all'inizio di via Grotta delle Felci, dopo la quale bisogna proseguire senza utilizzo di mezzi.
Per raggiungere la grotta a piedi è necessario incamminarsi lungo la strada provinciale per Marina Piccola e intraprendere via Grotta delle Felci, ossia la strada asfaltata a destra subito dopo la casa del Solitario. Il percorso dopo un tratto si restringe fino a diventare un sentiero ingombro di cespugli, pietre e rovi che termina alla cosiddetta grotta dell'Arco; a questo punto bisogna salire lungo il pendio e scendere a sinistra per arrivare nella grotta delle Felci.